# Lelis (gemeente)
De gemeente Lelis is een landgemeente in het Poolse woiwodschap Mazovië, in powiat Ostrołęcki.
De zetel van de gemeente is in Lelis.
Op 30 juni 2004 telde de gemeente 8256 inwoners.

## Oppervlakte gegevens
In 2002 bedroeg de totale oppervlakte van gemeente Lelis 197 km², waarvan:
- agrarisch gebied: 55%
- bossen: 36%

De gemeente beslaat 9,38% van de totale oppervlakte van de powiat.

## Demografie
Stand op 30 juni 2004:
| Omschrijving                   | Totaal | Totaal | Vrouwen | Vrouwen | Mannen | Mannen |
| ------------------------------ | ------ | ------ | ------- | ------- | ------ | ------ |
| eenheid                        | aantal | %      | aantal  | %       | aantal | %      |
| inwoners                       | 8256   | 100    | 4047    | 49      | 4209   | 51     |
| bevolkingsdichtheid (inw./km²) | 41,9   | 41,9   | 20,5    | 20,5    | 21,4   | 21,4   |

In 2002 bedroeg het gemiddelde inkomen per inwoner 1386,81 zł.

## Administratieve plaatsen (sołectwo)
Białobiel, Dąbrówka, Długi Kąt, Durlasy, Gąski, Gibałka, Gnaty, Kurpiewskie, Lelis, Łęg Przedmiejski, Łęg Starościński-Walery, Łęg Starościński, Łodziska, Nasiadki, Obierwia, Olszewka, Płoszyce, Siemnocha, Szafarnia, Szafarczyska, Szkwa, Szwendrowy Most.

## Aangrenzende gemeenten
Baranowo, Kadzidło, Miastkowo, Olszewo-Borki, Ostrołęka, Rzekuń, Zbójna